# Patrick Berhault
Patrick Berhault (* 19. Juli 1957, Thiers; † 28. April 2004, bei Randa), genannt Berobocop, war ein französischer Bergsteiger und Sportkletterer. 
Er war ein Professor der École Nationale de Ski et Alpinisme (ENSA) in Chamonix.
Berhault trug Anfang der 1980er Jahre maßgeblich zur Entwicklung des Kletterns im Klettergebiet Verdonschlucht bei. Im August 2000 bis Januar 2001 absolvierte Patrick Berhault eine Alpentraverse aus der Aneinanderreihung 22 schwieriger Gipfelbesteigungen, darunter auch Civetta, Marmolata, Matterhorn, Eiger, Grandes Jorasses und der Mont Blanc. Er startete am 27. August 2000 mit der Nordwand des Triglav in Slowenien und beendete seine Traverse am 9. Februar 2001 mit der Ankunft am Strand von Menton in Südfrankreich. Seine Bergpartner waren u. a. Patrick Edlinger und Philippe Magnin.
Am 23. Mai 2003 stand Patrick Berhault als Mitglied einer französischen Expedition auf dem Mt. Everest.
Patrick Berhault verunglückte 2004 am Grat zwischen Dom und Täschhorn (Wallis). Er stürzte tödlich ca. 600 m ab, als unter ihm eine Wechte auf ca. 4400 m abbrach. Berhault war unangeseilt gewesen. Dieses Unglück ereignete sich bei dem Versuch des 47-jährigen Berhault, zusammen mit dem 39-jährigen Philippe Magnin alle 82 Viertausender der Alpen in zwei Monaten (März, April) zu besteigen.

## Dokumentationen
- Sur le fil des 4 000 von Gilles Chappaz (2004, 64 Viertausender der Alpen in 2 Monaten)
- La cordee de reve von Gilles Chappaz (2001, Dokumentation der Alpentraverse)
- Les Piliers de reve von Guy Meauxsoone, France 2 (1987)
- Metamorfosi Dokumentation des Tessiner Fernsehens mit Patrick Berhault (1980)